# Tromboxano B2
O tromboxano B2 é um metabólito inactivo produzido a partir do tromboxano A2.  É quase completamente eliminado pela urina.
Não está directamente implicado na activação e agregação das plaquetas no caso de haver uma ferida, mas o seu precursor, o tromboxano A2, sim. A síntese do tromboxano A2 é o alvo sobre o qual a aspirina actua, que inibe a enzima COX-1 (que produz o tromboxano A2 nas plaquetas).
O 2-(3,4-di-hidroxifenil)-etanol (DHPE) é um componente fenólico do azeite de oliva extra virgem. Um fracção de azeite de oliva que contenha DHPE pode inibir a agregação plaquetária e a formação de tromboxano B2 in vitro.